# Orange Beach, Alabama
Orange Beach là một thành phố thuộc quận Baldwin, tiểu bang Alabama, Hoa Kỳ. Dân số năm 2009 là 6221 người, mật độ đạt 163 người/km².